# John Milius

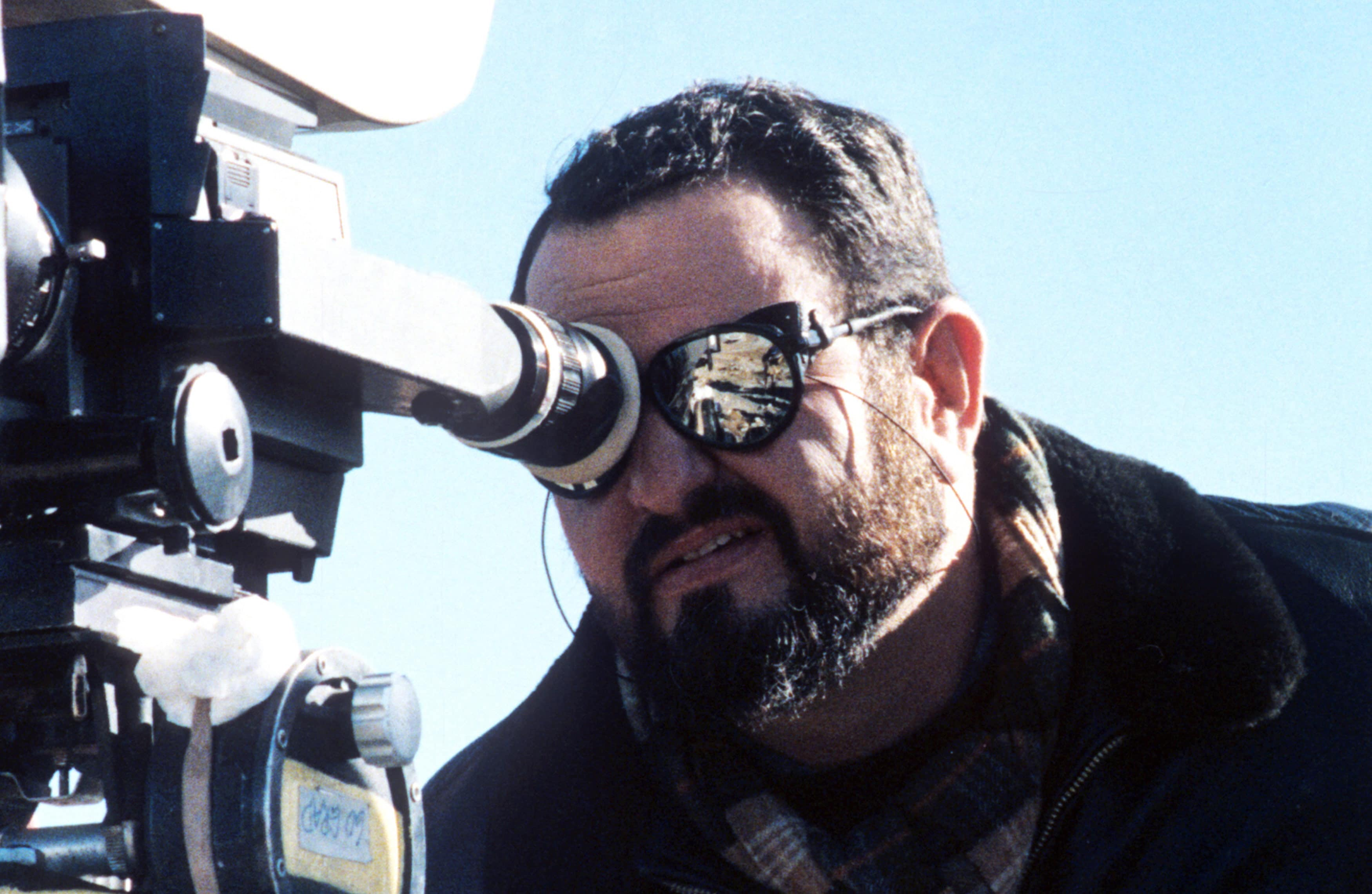
John Milius

John Frederick Milius (* 11. April 1944 in St. Louis, Missouri) ist ein US-amerikanischer Filmregisseur, Drehbuchautor und Produzent.

## Leben
Milius absolvierte 1967 die School of Cinema-Television an der University of Southern California. Er gewann in seinem Abschlussjahr einen nationalen Studentenwettbewerb mit seinem Kurzfilm Marcello, I’m So Bored. An der USC war er in einer Klasse mit damals ebenso unbekannten Regisseuren wie George Lucas und Randal Kleiser sowie Basil Poledouris. Die USA musterte junge Männer für Vietnam, Milius war sich sicher eine Karriere im Militär und damit in Vietnam wäre seine Zukunft und hätte sich selbst nie erträumt, dass er Regisseur werden würde. 1968 meldete er sich bei der Marineluftfahrt und wurde wegen seines Asthmas abgewiesen. Nun musste er sein Leben umplanen, er würde doch im Studio arbeiten können. Zu dieser Zeit hatte er schon mit einzelnen Szenen für den Film Apocalypse Now begonnen.
Er führte Regie bei Filmen wie Die rote Flut und Conan der Barbar. Zudem schrieb er Teile des Drehbuchs zum Film Der weiße Hai wie auch die Drehbücher von Filmen wie Apocalypse Now, 1941 – Wo bitte geht’s nach Hollywood, Tag der Entscheidung, Ausgelöscht und Das Kartell.
Milius ist Vorstandsmitglied der National Rifle Association und ein leidenschaftlicher Waffensammler.
Er schreibt die Hintergrundgeschichte für das Computerspiel Homefront, welches von einem militärischen Konflikt handelt. Zusammen mit Raymond Benson veröffentlichte er auch im Juli 2011 einen Roman zum Spiel mit dem Titel Homefront – Stimme der Freiheit.
Für das Fernsehen entwickelte er die Serie Rom, für die er auch als Drehbuchautor tätig war.

## Filmografie (Auswahl)
Als Regisseur
- 1973: Jagd auf Dillinger (Dillinger)
- 1975: Der Wind und der Löwe (The Wind and the Lion)
- 1978: Tag der Entscheidung (Big Wednesday)
- 1982: Conan der Barbar (Conan the Barbarian)
- 1984: Die rote Flut (Red Dawn)
- 1989: Farewell to the King
- 1991: Flug durch die Hölle (Flight of the Intruder)
- 1994: Motorcycle Gang (Fernsehfilm)
- 1997: Rough Riders – Das furchtlose Regiment (Rough Riders)

Als Drehbuchautor
- 1972: Das war Roy Bean (The Life and Times of Judge Roy Bean)
- 1972: Jeremiah Johnson (Jeremiah Johnson)
- 1973: Calahan (Magnum Force)
- 1979: Apocalypse Now
- 1979: 1941 – Wo bitte geht’s nach Hollywood (1941)
- 1987: Ausgelöscht (Extreme Prejudice)
- 1989: Farewell to the King
- 1993: Geronimo – Eine Legende (Geronimo: An American Legend)
- 1994: Das Kartell (Clear and Present Danger)

Als Produzent
- 1979: Hardcore – Ein Vater sieht rot (Hardcore)
- 1979: 1941 – Wo bitte geht’s nach Hollywood (1941)
- 1980: Mit einem Bein im Kittchen (Used Cars)
- 1983: Die verwegenen Sieben (Uncommon Valor)

## Werke
- 2011: Homefront: Stimme der Freiheit (mit Raymond Benson)

## Sonstiges
Die Operation, die 2003 zur Festnahme Saddam Husseins führte, trug den Namen Operation Red Dawn, nach Milius Film Die rote Flut (Originaltitel Red Dawn).